# العشة (مسورة)

تعديل مصدري - تعديل

العشة هي إحدى قرى عزلة الطرثور بمديرية مسورة التابعة لمحافظة البيضاء، بلغ تعداد سكانها 51 نسمة حسب تعداد اليمن لعام 2004.